# 비틀즈의 예수 발언
1966년 3월, 영국의 밴드 비틀즈의 멤버 존 레논은 한 인터뷰에서 주장하되, 자신들의 밴드가 예수보다도 현재 유명해져 있으며 또한 기독교는 로큰롤의 쇠함보다도 일찍이 쇠할지 모른다 했다.
당초 이 발언(이른바 "More popular than Jesus")은 런던의 신문 《이브닝 스탠더드》에 발행될 당시 아무러한 논란을 불러일으키지 못했다. 그러나 7월 이 발언이 미국에 닿자 곧 미국의 기독교 커뮤니티의 엄청난 역풍을 맞게 되었다. 레논의 이 발언에 미국에서는 남부의 바이블 벨트를 중심으로 거센 시위와 협박이 일어났다. 일부의 방송국에서는 비틀즈의 곡의 송출을 금했고 일반에서는 비틀즈의 음반을 공공연히 소각했고 기자회견이 취소됐고 쿠 클럭스 클랜은 피켓을 들고 시위했다.
비틀즈로서는 동년 미국에서의 투어가 예정되어 있었던 데다 자기들의 최신 앨범 《Revolver》의 발매 소식마저 이 거대한 논란 속에 무색해질 지경이었다. 논란이 이렇자 레논은 일련의 기자회견을 열어 본인이 스스로를 예수에 빗대었다는 것은 오해임을 언명했다. 레논의 예수 발언이 일으킨 이 논란에 비틀즈는 전보다도 더욱더 순회공연에 염증을 느끼게 되었다. 비틀즈의 투어는 앞서 언급했던 미국 투어를 마지막으로서 끝나게 된다.
1980년 존 레논을 살인한 신생기독자 마크 데이비드 채프먼은 레논의 당 종교에 대한 비판 및 레논의 "예수보다 더 유명하다" 발언이 자기로 하여금 레논을 죽이게 한 원인의 하나였음을 밝혔다.

## 논란의 배경
1966년 3월 런던 《이브닝 스탠더드》는 "비틀은 어떻게 살까?(How Does a Beatle Live?)"라는 제호로서 주간물을 발했다. 다루어진 것은 비틀즈의 멤버 곧 존 레논, 링고 스타, 조지 해리슨, 폴 매카트니였다. 기사를 쓴 이는 모린 클리브. 클리브는 비틀즈에 정통했을 뿐 아니라 영국에서 비틀마니아의 시작됨과 동시에 이들과 인터뷰를 진행한 바 있었다. 더군다나 클리브는 그로부터 3년 전 비틀즈를 일러 "머지사이드의 달링"이라 했었으며, 1964년 2월 비틀즈의 첫 방미 당시 그들과 동행한 바 있었다. 클리브는 계획하기를 비틀즈라는 그룹 자체보다도 멤버들 개개인의 생활을 취재하기로 하였다.
클리브가 레논과 인터뷰를 한 것은 동년 2월 웨이브리지의 그의 자택에서였다. 클리브의 레논 인터뷰가 보여준 바 레논은 쉼이 없으며 자기의 삶의 의미를 궁리하는 인물이었다. 또한 인도 음악에 관심이 있고 또한 스스로 밝히되 자기의 모든 지식의 거개는 책에서 읽은 것이라 했다. 클리브가 기사에서 언급한 바 레논의 소장품에는 실제 크기의 십자가상이며 고릴라 고스튬이며, 중세기의 갑옷이며, 번듯하게 갖추어진 서재가 있었는데 이 서재에는 앨프리드 테니슨, 조너선 스위프트, 오스카 와일드, 조지 오웰, 올더스 헉슬리의 저작이 꽂혀 있었다. 이 밖에도 사실 레논의 기독교관에 영향을 줬던 휴 J. 숀필드의 《더 패스오버 플롯》이란 책이 있었을 것으로 생각되나 따로 언급되지 않는다. 또 클리브는 레논이 "종교에 대한 방대한 독서"를 했다고 했으며, 이하와 같은 그의 문제의 발언을 기록했다.
기독교는 없어집니다. 스러지고 이울어집니다. 이에 대해서는 논담이 불필요합니다. 제 말이 옳고 또한 제가 옳음이 증명될 겁니다. 지금으로 보면 우리가 예수보다도 유명하지 않습니까. 로큰롤과 기독교―둘 중 어느 것이 먼저 사라질지도 모르는 일 아닙니까. 예수 자신은 올발랐지만 그의 제자들이 미욱하고 범상했던 겁니다. 그들이야말로 기독교를 이리도 왜곡시키고 결국은 망치게 한 당사자라고 생각합니다.
Christianity will go. It will vanish and shrink. I needn't argue about that; I'm right and I'll be proved right. We're more popular than Jesus now; I don't know which will go first – rock 'n' roll or Christianity. Jesus was all right but his disciples were thick and ordinary. It's them twisting it that ruins it for me.

클리브의 이같은 레논과의 인터뷰가 발행되기로는 3월 4일자의 《이브닝 스탠더드》였는데 부제가 달리기로는, "서레이의 한 언덕 위에 한 젊은이가 있으니 그는 유명하고 부유하고 또한 무언가를 기다리는 이라(On a hill in Surrey ... A young man, famous, loaded, and waiting for something)"였다. 영국에서 이 인터뷰는 논란이라고 할 것을 일절 일으키지 않았다.

## 같이 보기
- 미국의 종교